# Klorofyll c
Klorofyll c är en form av klorofyll som finns hos marina alger inom riket kromalveolater som kiselalger, brunalger och dinoflagellater.
Det har en gyllene eller brunaktig färg och är ett tilläggspigment som är speciellt betydelsefullt genom sin absorption av ljus inom 500- till 600-nanometerområdet, eftersom vatten gör att det röda ljuset inte längre kan utnyttjas för fotosyntes av klorofyll a. Liksom klorofyll a och klorofyll b samlar det ljus vars energi transporteras genom "antennkedjan" till reaktionscentret. Klorofyll c är ovanligt eftersom det inte har en isoprenoid fytyl-svans och har en porfyrinring i stället för en klorinring, två drag som annars är typiska för klorofyller hos alger och växter.
Klorofyll c kan indelas ytterligare i klorofyll c₁, klorofyll c₂ och klorofyll c₃ samt åtminstone åtta andra undertyper till.

## Klorofyll c1
Klorofyll c₁ är en vanligt förekommande form av klorofyll c. Den skiljer sig från klorofyll c₂ genom att dess C8-grupp har en etylgrupp i stället för en vinylgrupp (enkelbindning C-C i stället för dubbelbindning C=C). Dess absorptionsmaxima ligger kring 444, 577, 626 nm och 447, 579, 629 nm i dietyleter respektive aceton.

## Klorofyll c₂
Klorofyll c2 är den vanligaste formen av klorofyll c. Dess absorptionsmaxima ligger kring 447, 580, 627 nm och 450, 581, 629 nm i dietyleter respektive aceton.

## Klorofyll c3
Klorofyll c₃ är en typ av klorofyll c som hittades i fästalgen Emiliania huxleyi 1989. Dess absorptionsmaxima ligger kring 452, 585, 625 nm och 452, 585, 627 nm i dietyleter respektive aceton. Den skiljer sig från klorofyll c₂ genom att ha en metoxikarbonylgrupp (-COOCH₃) på kolatom sju i stället för en metylgrupp.